# ТАИФ-НК
ТАИФ-НК — крупный российский нефтеперерабатывающий завод, расположенный вблизи г. Нижнекамска. Проектная мощность по переработке нефти составляет 7,3 млн тонн в год, по переработке газового конденсата — 1,0 млн тонн в год. Принадлежит АО «ТАИФ-НК» (входит в группу «ТАИФ»).

## История
Свою историю ТАИФ-НК ведёт с установки по первичной переработке нефти ЭЛОУ-АВТ-7, введённой в эксплуатацию в 1979 году в составе Нижнекамского нефтехимического комбината. В 1997 году эта установка была передана в аренду филиалу ТАИФ-НК группы ТАИФ (позднее преобразованного в АО «ТАИФ-НК»). Эта установка, позднее выкупленная в собственность, стала основой создаваемого нефтеперерабатывающего предприятия. В 1999 году была введена в эксплуатацию установка висбрекинга, позволившая начать переработку гудрона, производимого ЭЛОУ-АВТ-7. В том же году была пущена установка по производству неокисленных дорожных битумов. В 2002 году была введена в эксплуатацию установка по производству керосина и дизельного топлива. В 2003 году было начато строительство технологических комплексов по производству автомобильных бензинов и по переработке газовых конденсатов, законченное в 2005—2006 годах. Первая партия автомобильных бензинов была выпущена в 2006 году. С 2007 года предприятие начало выпуск реактивного (авиационного) топлива. В 2009 году введены в эксплуатацию установки по производству высокооктановых компонентов автомобильных бензинов — метилтретбутилового эфира (МТБЭ) и метилтретамилового эфира (ТАМЭ).
В 2012 году на предприятии началось строительство комплекса глубокой переработки тяжёлых остатков нефти (КГПТО). Комплекс использует технологию VCC (Veba Combi Cracker), позволяющую сократить выход неразложенных остатков до менее чем 5 %, причём остатки представлены пековым коксом, являющимся сырьём для металлургического производства. Для сравнения, традиционная технология замедленного коксования нефтяных остатков оставляет около 25 % неразложенных остатков. В то же время, технология VCC отличается очень высокой сложностью, в связи с чем практически не используется, в России аналогичные производства отсутствуют.
Строительство КГПТО столкнулось с значительными трудностями, сильно затянувшими ввод в эксплуатацию. Первоначально завершить строительство планировалось в 2016 году, но в ноябре 2016 года при пусконаладочных работах произошёл сильный пожар, в результате которого пострадали пять человек и было повреждено оборудование. В 2018 году строительство комплекса было завершено, и он стал использоваться для переработки вакуумного газойля с получением дизельного топлива, прямогонного бензина и керосина. При этом попытки запуска комплекса для переработки гудрона (что является его основной задачей) сталкивались с трудностями, переработка гудрона в режиме пуско-наладки началась в мае 2020 года. По состоянию на ноябрь 2021 года объект находился в стадии комплексного опробования. Разрешение на запуск комплекса в эксплуатацию было получено в декабре 2021 года. К концу 2020 года в создание комплекса было вложено более 110 млрд рублей.

## Сырьё
Предприятие перерабатывает тяжёлую высокосернистую нефть месторождений Татарстана, а также газовый конденсат, в технологическом процессе также используются природный газ и метанол.

## Продукция
Предприятие производит 49 различных продуктов, в том числе автомобильные бензины АИ-92 и АИ-95, дизельное топливо, реактивное топливо, прямогонный бензин, технический керосин, газовый бензин, топочный мазут, сжиженный углеводородный газ, топливный газ, пековый кокс, гранулированную серу, битум, пропан-бутановую фракцию.
По итогам 2020 года, всего было произведено 7,1 млн тонн товарной продукции, в том числе 2,9 млн тонн дизельного топлива, 1,6 млн тонн прямогонного бензина, 1,3 млн тонн топочного мазута, 0,5 млн тонн автомобильных бензинов, 0,26 млн тонн сжиженных углеводородных газов. При этом 3,8 млн тонн продукции было реализовано на внутреннем рынке, остальное поставлено на экспорт.

## Технология и оборудование
Спецификой предприятия является его расположение на одной площадке с другими предприятиями в области нефтепереработки, нефтехимии и энергетики. Это нефтеперерабатывающий завод ТАНЕКО (Нижнекамский НПЗ), Нижнекамскнефтехим (который является потребителем части произведённой предприятием продукции, в частности прямогонного бензина и сжиженного углеводородного газа), Нижнекамская ТЭЦ-1 (обеспечивающая предприятие электроэнергией и теплом). Глубина переработки нефти достигает 81 %, после окончательного ввода в эксплуатацию комплекса КГПТО этот показатель планируется увеличить до 95 %.
Оборудование предприятия включает:
- установку первичной переработки нефти ЭЛОУ-АВТ-7, мощностью 7,3 млн тонн в год. Введена в эксплуатацию в 1979 году;
- установку висбрекинга, мощностью 1,8 млн тонн в год. Введена в эксплуатацию в 1999 году;
- установку производства водорода, мощностью 19,2 тыс. тонн в год. Введена в эксплуатацию в 2002 году;
- установку гидроочистки средних дистиллятов, мощностью 0,6 млн тонн в год керосина и 2,3 млн тонн в год дизельного топлива. Введена в эксплуатацию в 2002 году;
- установку производства серы, мощностью 55,1 тыс. тонн в год. Введена в эксплуатацию в 2003 году;
- установку производства неокисленных дорожных битумов, мощностью 350 тыс. тонн в год. Введена в эксплуатацию в 1999 году;
- битумную установку «Битурокс», мощностью 120 тыс. тонн в год. Введена в эксплуатацию в 2007 году;
- установку каталитического крекинга сернистых нефтепродуктов (вакуумного газойля), мощностью 1 млн тонн в год. Введена в эксплуатацию в 2005 году;
- установку селективной гидроочистки бензина каталитического крекинга, мощностью 400 тыс. тонн в год. Введена в эксплуатацию в 2005 году;
- установку очисти сжиженных углеводородных газов, мощностью 170 тыс. тонн в год. Введена в эксплуатацию в 2010 году;
- установку по производству метилтретбутилового эфира, мощностью 24,8 тыс. тонн в год. Введена в эксплуатацию в 2009 году;
- установку по производству третамилметилового эфира, мощностью 152,8 тыс. тонн в год. Введена в эксплуатацию в 2009 году;
- установку перегонки газового конденсата, мощностью 1 млн тонн в год. Введена в эксплуатацию в 2006 году;
- комплекс глубокой переработки тяжёлых остатков нефти, мощностью 3,7 млн тонн в год (2,7 млн тонн по гудрону и 1 млн тонн по вакуумному газойлю), в режиме пуско-наладки работает с 2018 года. Включает в общей сложности 167 объектов. Основные составляющие комплекса — комбинированная установка гидрокрекинга и газофракционирования, установки переработки продуктов гидрирования, конверсии природного газа для получения водорода (мощностью 160 тыс. тонн в год), получения элементарной серы (мощность 130 тыс. тонн в год), углеподготовки.